# Műegyetemi Szimfonikus Zenekar
A Műegyetemi Szimfonikus Zenekar egy magyar egyetemi szimfonikus zenekar, a Műegyetem saját zenekara, melynek tagjai az intézmény tanárai és hallgatói. Az 1896-ban alapított, nagy múltú zenekar nemcsak hazánkban, de az egész világon is az első, amely zenei fakultással nem rendelkező egyetemen jött létre.

## Története

### Alapítása
A zenekar 1896-os alapításának kezdeményezője és első karmestere Zerkovitz Rudolf, elsőéves gépészhallgató volt. A zenekar közel 50 fővel alakult meg, tagjai — a zenészek és az első években a karmesterek is — Műegyetemi diákok. Első tanárelnöke és tényleges alapítója zepetneki Tötössy Béla egyetemi tanár, aki 1904-től egészen 1923-ban bekövetkezett haláláig a zenekar karmestere is volt. Őt a tanárelnöki tiszten Heller Farkas műegyetemi professzor, majd Pattantyús-Ábrahám Géza követte, a karmesterek pedig olyan kiváló zenészek voltak, mint Unger Ernő zenetanár, Wagner Jenő zeneszerző, Tirczka Lóránt műegyetemi tanár, Vaszy Viktor karmester, Kenessey Jenő operaházi karnagy illetve Weltner Jenő.
A hangszerek beszerzésének költségeit részben a tanári kar adományaiból részben egyéni adakozásból fedezték. Amikor az egyetem épületei még Pesten voltak, a próbákat rajztermekben tartották, a jelenlegi, budai kampuszra költözéskor azonban a zenekar saját, tágas próbaeremhez jutott.
Története során a zenekar működése az alapítástól kezdve napjainkig folyamatos volt, csak 1945-ben nem tartottak hangversenyt. Az első fellépésre 1897. április 3-án került sor. 1899-ben a Mérnök Daloskör hangversenyein is közreműködött, 1900-tól pedig saját koncerteket is adott. 1911-ben a Budapesti Kamarazenei Kör felkérésére saját kamarakoncertet adott, illetve ebben az évben került sor a zenekar közreműködésével a műegyetemi zászló avatóünnepségére is.
Az első világháború alatt a zenekar a koncertjeit az egyetemi díszteremben tartotta. Az ezt követő időszakben több nagy szereplésre is sor került, például 1923-ban a zenekar 25 évek évfordulójára illetve az ugyanebben az évben elhunyt Tötössy Béla emlékére szervezett hangversenyek. Utóbbin Beethoven III. szimfóniája, Weber A bűvös vadász című operájának a nyitánya és Grieg Peer Gynt szvitje szerepelt. 1923 és 1928 között rendszerint két nagy zeneakadémiai koncert és néhány egyetemi kamarakoncert szerepelt a zenekar éves programjában.

### A háborús évek alatt és az újjászervezés
A második világháború alatt a zenekart is nagy károk érték, a zeneteremben tüzérségi találat miatt több hangszer és az értékes kottatár nagy része megsemmisült. A zűrzavaros években a zenekar csak egyetemi kamarakoncerteket adott, illetve 1945-ben azt sem.
A zenészeket Pattantyús-Ábrahám ez év szeptemberében gyűjtötte össze ismét, hogy a zenekart megmentse a széthullástól. A zenekar újjászervezésében nagy szerepet vállalt Varasdy Ernő építőmérnök-hallgató, aki műegyetemi tanulmányai mellett a Zeneakadémián is tanult és aki 1946-tól zenekarvezető és karmester volt.
Az újjászervezett zenekar a háború után új lendületet nyert, első új fellépésük 1946 szeptemberében volt, 1948-ban pedig már hét koncertet adtak. 1948-ban a zenekar a vezetőivel és az egyetem akkori rektorával, Csűrös Zoltánnal együtt Sopronban töltött két hetet, ami alatt több ízben felléptek a Soproni Városi Színházban, a zenei fesztivál fővédnöke Molnár Erik külügyminiszter volt.
1947-ben a zenekar tagjaiból 12 tagú big band alakult, mely a következő években az egyetemi táncestek zenéjét szolgáltatta. 1948-ban a Műegyetemi Kórus közreműködésével nagy sikerű olasz estet szerveztek a Zeneakadémián, ahol szólistaként szerepelt Melis György, a később nagy nevet szerzett bariton operaénekes is, akinek ez volt az első zenekari fellépése.

### A Rákosi-korszakban
A politikai események hatásai nem kerülték el a zenekart sem. Az ötvenes években szokásos volt az egyetemi hallgatóság szűrése, amelynek célja elsősorban a családi háttértől függő kategóriákra vonatkozó kvóták érvényesítése volt. 1949-ben Varasdy Ernőt majd később az utódát, Szabó Gézát is osztályidegennek bélyegezték, és eltávolították az egyetemről, mert származásuk alapján nem illettek a kormányzat „beiskolázási terveibe”. Ezt követően Székely István gépészmérnök, a Fővárosi Autóbuszvállalat főmérnöke volt a karmester.
A zenekar 1950-ben az egyetemi szakszervezet alá került, melyet Benedek Zoltán gépészmérnök hallgató, az akkori karmester kezdeményezett, Toronyi Sándor szakszervezeti titkár támogatásával 1957-ig működött ebben a formában. A művészeti tevékenységet ebben az időszakban kontroll alatt tartották, amelynek egyik eszköze „a hallgatók kultúrigényei kielégítésének és szabadidejük tervszerű felhasználásának az elősegítésére”, 1952-ben alapított Kultúrbizottság volt. Előfordult, hogy az egyetemi párttitkár megvonta az engedélyt a nem megfelelőnek talált előadásoktól. A zenekart beolvasztották a Baross Gábor karnagy vezette Központi Egyetemi Zenekarba, mely nem bizonyult tartós szervezetnek. A Központi Zenekar megszűnését a Műegyetemi Zenekar kisebb veszteségekkel, de átvészelte és újra önállósodott.

Az 1956-os forradalom fontos előzménye az október 22-én a Műegyetemen tartott nagygyűlés, ahol a másnapi tüntetésekről határoztak. Valószínű, hogy a zenekar tagjai is részt vehettek az eseményekben, amiről a zenekari napló 23-ai bejegyzése tanúskodik:
„Ma este a zenekari próba a tüntetés miatt elmarad.”

### 1956 után
1957-től a zenekar fenntartója a KISZ, így a hivatalos megnevezés is „Budapesti Műszaki Egyetem KISZ Zenekara” lett, amelyet később változtattak „Budapesti Műszaki Egyetem Szimfonikus Zenekara” névre.
Az 1958-as év több nagy sikert is hozott. Ezek egyike, amikor a zenekar három tagja, Benedek Zoltán, Melles Gyula és Pongor Gábor illetve a nem zenekari tag Berndorfer Alfréd orvos által alkotott vonósnégyesnek a Csehszlovák Kultúra Házában tartott Adalbert Jírovec előadása nagy sajtóvisszhangot kapott Prágában. Szintén 1958-ban a zenekar megnyerte az Országos Egyetemi és Főiskolai Kultúrversenyt, amiért a művelődési minisztertől „A Szocialista Kultúráért” kitüntetést kapott. Ugyanezen év szomorú eseménye volt Pongor Gábor halálos autóbalesete. A megüresedő koncertmesteri pozíciót Halász Ferenc töltötte be, aki korábban az 56-os események miatt kegyvesztett lett és az egyetemtől elbocsátották, de a zenekarral tovább dolgozott. Ekkor alakult a zenekaron belül népzenei kamarazenekar, mely több vidéki helyszínen szerepelt nagy sikerrel, hangszereléseiket Cser Gusztáv végezte.
1962–63-ban a Műegyetemi K-épület Díszterme feletti termek átalakításával létrejött a Szkéné Színház, illetve az egyik terem lett a zenekar új próbaterme. Így végre kiköltözhettek a korábbi, méltatlan állapotú, háború sújtotta próbateremből és megkezdődhetett a zenekar pályájának újbóli felívelése.
Mivel ekkoriban a zenekar két fontos személyisége, Cser Gusztáv és Halász Ferenc is, ideje megosztásával az ÉDOSZ Szimfonikus Zenekarban is tevékenykedett, a két zenekar között szoros kapcsolat alakult ki, a fellépéseiket összehangolták. Az eleinte gyümölcsöző együttműködés később a Műegyetemi Zenekar hátrányára alakult: jó képességű, fiatalodott tagsága ellenére csak a másik zenekar árnyékában működhetett. 1966-tól a helyzet megváltozott, amikor Szebényi Endre és Kovács Tamás villamosmérnök-hallgatók az egyetemi előadásokon tagtoborzásba kezdtek, amelynek nyomán sok új, tehetséges mérnökhallgató csatlakozott a zenekarhoz. Halász Ferenc utóda a fiatal és lelkes hegedős, Környei Mátyás zeneakadémista lett, aki tevékenységével újra fel tudta rázni az együttest. Az pedig mind színvonalában, mind létszámában erősödött: feléledt a kamarazenélés iránti lelkesedés a 15-20 fős vonós kamaraegyüttes megalakulásával, illetve újraindították a táncos-zenés, könnyed hangulatú zenekari klubesteket.
Az új lendületet nyert együttes önállósodásának elengedhetetlen lépése volt, hogy Cser Gusztávnak az ÉDOSZ zenekarában való nagy elfoglaltságára való tekintettel, de az ő szakmai érdemeinek elismerése mellett új karmestert kértek fel. Így lett a karmester Oberfrank Géza operaházi karnagy, helyettese pedig Módos Tamás, aki Oberfrank Géza javaslatára 1970-től zenekarvezető is lett. Mivel Oberfrank a Szentendrei Teátrum szabadtéri színházának zenei igazgatója volt, a Műegyetemi Zenekar egyhamar kapcsolatba került a színházzal és az ezt követő négy évadban több mint 40 színházi előadás közreműködői voltak. Az előadások zajos sikerét a Művelődési Minisztérium 1970-ben adományozott nívódíja koronázta meg. 1971-ben a Szarajevói Egyetem meghívására Jugoszláviában járt az együttes, ahol egy fellépésen Schubert V. szimfóniáját adták elő.
Amikor Módos Tamás operaházi elfoglaltságai miatt egyre kevésbe tudta teljesíteni a karnagyi feladatokat, a lemondás mellett döntött. Helyére a fiatal Cser Miklóst, Cser Gusztáv fiát kérték fel, a másodkarmester Fenyő Gábor, 1973-tól az új koncertmester pedig Pechan Rudolf hangmérnök lett, aki egészen a 2013-ban bekövetkezett haláláig kiemelkedő személyisége, koncertmestere és művészeti vezetője volt a zenekarnak. 1975-ben Drezdában lépett fel a zenekar, ahol három nagy sikerű koncertet adott, a szólista Bálint Mária volt, továbbá olyan ifjú, később komoly zenei pályát bejárt zenészek is játszottak a fellépéseken, mint Ránki Dezső és Kocsis Zoltán. Rendszeres fellépői voltak továbbá a BME R-klubjának.
1976-tól Cser Miklós nem tudta tovább vállalni a zenekarvezetői feladatokat, mert a szegedi operatársulat karmestere lett. 1977 és 1979 között egymást váltották a karmesterek a zenekar élén. Tovább nehezítette a zenekar helyzetét, hogy az egyre sikeresebb és terjeszkedő Szkéné Színház miatt kiszorult a próbaterméből és azóta is máig az Építészmérnöki Kar által biztosított rajztermekben folynak a próbák. 1980-tól az akkor még pályakezdő, és még karmesteri diplomájának megszerzése előtt álló Tihanyi László lett a karmester. Utóda Dőry Dénes, nyugalmazott operaházi karmester volt, aki 1988-ban csatlakozott a zenekarhoz. Vezetése alatt a zenekar repertoárja bővült és a taglétszám is megnőtt, többek között önálló fúvós- és vonósszólam alakult, nem volt többé szükség vendégzenészek meghívására.
A 2000-es években, Pechan Rudolf javaslatára a karmestert két ízben is karmesterversenyen választottak. A nyílt pályázaton jelentkezett karmesterek részt vesznek a zenekar próbáin, miután a zenészek többféle szempont szerint választanak (például hogy megfelelő-e a próbatempója, jól használja-e ki a próbaidőt, megfelelő-e a kommunikációja a zenekarral, hatásos-e a szemkontaktus karmester és zenész között, stb.). A Műegyetemi Zenekarban, a szokványostól eltérő módon a karmesterválasztáskor minden zenész adhat le szavazatot. Így lett a karmester 2003-ban Köteles Géza, 2015-ben pedig Erdélyi Dániel.
2005-ben a frissen megnyitott Müpában is fellépett a zenekar, Orff: Carmina Burana-t adták elő Szenthelyi Miklós hegedűművész és a Magyar Virtuózok Kamarazenekar közreműködésével. 2013 áprilisában a hagyományos egyetemi koncerten Mascagni Parasztbecsület című operájának egyfelvonásos, félszcenírozott változatát adták elő.

### Jelenlegi tevékenysége
2013-ban a zenekar 70 tagot számlált, melynek egyharmada aktív műegyetemi hallgató, másik harmada egykori BME hallgató. Ezzel a létszámmal a BME zenekara egyedülálló a hazai amatőr komolyzenei együttesek között. Hetente két alkalommal próbálnak. Az új tagoktól zenei képzettséget várnak el, de a műegyetemista hallgatók előnyt élveznek a felvételkor. A zenekart Benedek Zoltán tiszteletbeli tanárelnök, Locsmándi Gábor tanárelnök vezeti, és általában félévente legalább egy fellépést tartanak a Műegyetem Aulájában. A karmester 2015-től kezdve Erdélyi Dániel orgonaművész.
2018 szeptemberében a zenekar az addigi nevét (Műegyetemi Zenekar) lecserélte. Az új, hivatalos név: Műegyetemi Szimfonikus Zenekar.

## Díjai, elismerései
- 1958. Országos Egyetemi és Főiskolai Kultúrverseny győztese és „Szocialista Kultúráért” kitüntetés
- 1970. A Művelődési Minisztérium nívódíja a Szentendrei Teátrumban tartott előadásokért

### Híres tagok
- Cser Gusztáv karmester, zenekarvezető
- Cser Miklós karmester, zenekarvezető
- Fenyő Gábor karmester
- Halász Ferenc karmester, zenekarvezető
- Heller Farkas tanárelnök
- Kenessey Jenő karmester
- Kocsis Zoltán szólista
- Környei Mátyás
- Melis György operaénekes
- Módos Tamás karmester, zenekarvezető
- Oberfrank Géza karmester
- Pattantyús-Ábrahám Géza tanárelnök
- Pechan Rudolf koncertmester
- Pongor Gábor koncertmester
- Ránki Dezső szólista
- Tirczka Lóránt karmester
- Tötössy Béla karmester, alapító
- Unger Ernő karmester
- Varasdy Ernő karmester, zenekarvezető
- Vaszy Viktor karmester
- Wagner Jenő karmester
- Weltner Jenő karmester